# Sweedie's Skate
Sweedie's Skate è un cortometraggio muto del 1914. Il nome del regista non viene riportato.
Il film fa parte di una serie di comiche che ha come protagonista il personaggio di Sweedie, interpretato da Wallace Beery travestito da donna.

## Produzione
Il film fu prodotto dalla Essanay Film Manufacturing Company, sesto titolo della serie dedicata a Sweedie.

## Distribuzione
Distribuito dalla General Film Company, il film - un cortometraggio di una bobina - uscì nelle sale cinematografiche USA il 21 settembre 1914.
Copia della pellicola viene conservata negli archivi del National Film and Television Archive of the British Film Institute.